# Кашин Василій Борисович
Василій Борисович Кашин (нар. 18 вересня 1973, Москва) — російський учений, політолог, сходознавець, кандидат політичних наук. Старший науковий співробітник Центру комплексних європейських та міжнародних досліджень НДУ ВШЕ (з 2009), старший науковий співробітник Інституту Далекого Сходу РАН (з 2001), головний науковий співробітник Центру комплексного китаєзнавства та регіональних проектів МДІМВ (з 2018). Учасник Валдайського дискусійного клубу, член Російської ради з міжнародних справ .
Активний прибічник агресії проти України, в своїх інтерв'ю та публікаціях відстоює її необхідність та стверджує про майбутню перемогу Росії.

## Біографія

### Перші роки
Василь Кашин народився 18 вересня 1973 року у Москві. В 1996 закінчив Інститут країн Азії та Африки при МДУ за спеціальністю «Сходознавство, африканістика» зі спеціалізацією «Історія Китаю». У 2000 році закінчив Державний університет управління за спеціальністю «Менеджер». Деякий час працював у держструктурах Росії.

### Журналістська діяльність
З жовтня 2004 по березень 2009 був кореспондентом відділів політики та економіки газети «Ведомости». У 2010—2011 роках був заступником керівника представництва РИА Новости у Пекіні.

### Наукова та експертна робота
З 2001 року є співробітником Інституту Далекого Сходу РАН, Центру вивчення стратегічних проблем СВА та ШОС та БРІКС. У 2005 році захистив дисертацію на тему «Китайський та тайванський політичний лобізм у США та військово-політична ситуація в зоні Тайванської протоки» та отримав вчений ступінь кандидата політичних наук. З 2009 року працює старшим науковим співробітником Центру комплексних європейських та міжнародних досліджень НДУ ВШЕ, обіймає посаду керівника сектору міжнародних військово-політичних та військово-економічних проблем.
З 1 жовтня 2013 року є доцентом кафедри міжнародної безпеки Факультету світової політики МДУ за сумісництвом . З 2018 року — головний науковий співробітник Центру комплексного китаєзнавства та регіональних проектів МДІМВ. Є членом експертної ради дискусійного клубу «Валдай», член Російської ради з міжнародних справ.

### Політична позиція
Є послідовним прихильником агресії Росії проти України, в інтерв'ю казав, нібито «Час працює на нас… Україна вже в остаточному та безповоротному програші».

## Публікації
- Суслов Д. В., Пятачкова А. С., Караганов С. А., Лихачева А. Б., Бордачев Т. В., Дружинин А. И., Кашин В. Б. Вопросы географии / Под общ. ред.: В. Котляков, В. Шупер. Вып. 148: Россия в формирующейся Большой Евразии. М. : Издательский дом «Кодекс», 2019.
- Kashin V., Lukin A. Russian-Chinese Security Cooperation in Asia // Asian Politics and Policy. — 2018. — Vol. 10. — No.4. — P. 614—632.
- Крашенинникова Л. С., Кашин В. Б. Китайская академия инженерной физики — создатель китайского ядерного оружия // Проблемы Дальнего Востока. — 2018. — № 5. — С. 70-84.
- Kashin V. The Current State of Russian-Chinese Defense Cooperation. Arlington: CNA Analysis and Solutions, 2018.
- Кашин В. Б. Стереотипам вопреки // Россия в глобальной политике. 2018. — Т. 16. — № 1. — С. 173—182.
- Makarov I. A., Stepanov I. A., Kashin V. Transformation of China's development model under Xi Jinping and its implications for Russian exports // Asian Politics and Policy. — 2018. — Vol. 10. — No.4. — P. 633—654.
- Кашин В. Б., Королев А. С. Помощь КНР странам Центральной Азии // Мировая экономика и международные отношения. — 2018. — Т. 62. — № 3. — С. 78-85.
- Кашин В. Б. О потенциальном влиянии американской третьей стратегии компенсации на развитие стратегических ядерных сил КНР // Проблемы Дальнего Востока. 2017. № 3. С. 109—118.
- Кашин В. Б. Перерыв подходит к концу? Военная стратегия Китая на современном этапе // Россия в глобальной политике. — 2018. — № 6. — С. 16.
- Alexei D. Voskressenski, Mikhail Karpov, Vasily Kashin. China's Infinite Transition and its Limits: Economic, Military, and Political Dimensions / Ed. by Alexei D. Voskressenski. Springer Global (Singapore): PalgraveMacMillan, 2020. — 120 p.